# Centrorhynchus buckleyi
Centrorhynchus buckleyi är en hakmaskart som beskrevs av Gupta och Fatma 1983. Centrorhynchus buckleyi ingår i släktet Centrorhynchus och familjen Centrorhynchidae. Inga underarter finns listade i Catalogue of Life.